# Gafel

Części takielunku żagla gaflowego: 1 - maszt, 2 - gafel, 3 - pik, 4 - garda, 5 - bom, 6 - nok, 7 - pięta, 8 - szpona, 9 - rakskloty, 10 - żagiel, 11 - wodzik, 12 - pikfał, 13 - gardafał

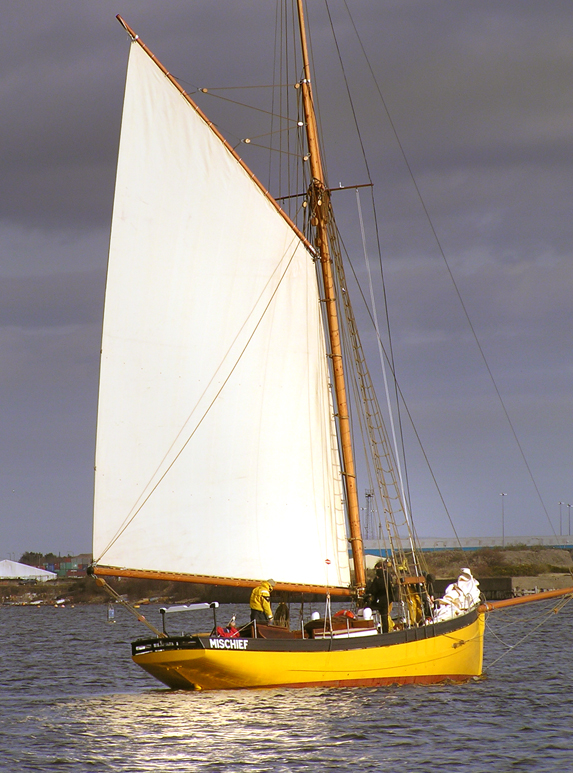
Jacht z ożaglowaniem gaflowym

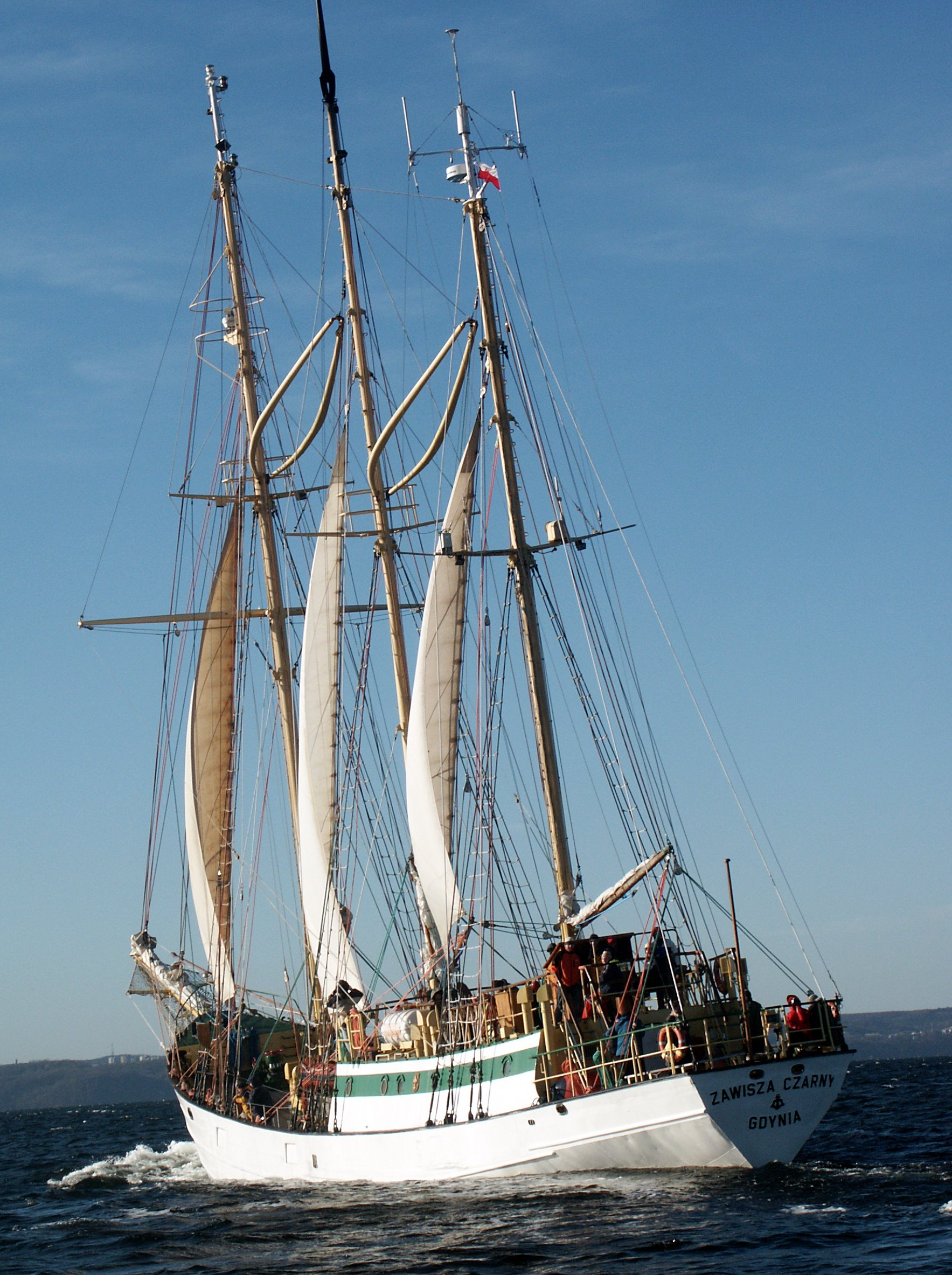
s/y Zawisza Czarny wyposażony w gafle żebrowe

Gafel (rożec) – ukośne drzewce stawiane razem z żaglem gaflowym. Jest charakterystycznym elementem w ożaglowaniu gaflowym, które wzięło od niego nazwę. Jest jednym z nielicznych drzewc stosowanych na jednostkach żaglowych, które nie są zorientowane ani w pionie, ani w poziomie. Jeden z końców gafla opiera się o maszt w jego górnej części, a sam gafel jest skierowany skośnie do góry. Do gafla przylega górny lik czworokątnego żagla gaflowego. Zadaniem gafla jest usztywnienie tego liku w linii prostej, co umożliwia stosowanie większych żagli (szerszych w górnej części) niż w podobnym typie ożaglowania zwanym ożaglowaniem bermudzkim. Gafel podnosi się i opuszcza razem z żaglem.
Koniec gafla przy maszcie nazywany jest nie stopą, lecz gardą. Na tradycyjnych jednostkach żaglowych garda gafla opiera się o maszt drewnianymi widełkami o nazwie szpona. W nowszych konstrukcjach jest to podobnego kształtu okucie metalowe. Widełki obejmują maszt po bokach. Dzięki tym widełkom połączenie gafla z masztem jest ruchome (przegubowe i przesuwne). Widełki są zabezpieczone przed odsunięciem się od masztu za pomocą linki przebiegającej z drugiej strony przekroju masztu, która dowiązana jest do końców tych widełek. Na linkę tę nawleczone są kulki zwane koralami lub inaczej mówiąc raksklotami. Linka z raksklotami jest także na okuciu. Miejsce styku gafla z masztem przy postawionym żaglu jest stałe (tzn. na określonej wysokości) i zabezpieczone blachą nabitą na drewno masztu, a miejsce styku na szponie może być obite skórą. Szpona ma także uchwyty do zamocowania gardafału (fału gafla) oraz rogu żagla gaflowego zwanego rogiem gaflowym.
Wolny koniec gafla jest nazywany w odróżnieniu od zakończeń większości innych drzewc, nie topem ani nokiem, lecz pikiem. Pik gafla ma okucie do zamocowania rogu żagla gaflowego zwanego rogiem pikowym, oraz pikfału. Jeśli jednostka posiada nad gaflem jeszcze jeden żagiel, to na piku znajduje także blok szybrowy szota topsla.
Żagiel nad gaflem to topsel, a więc licząc masztami od dziobu jednostki są to: foktopsel, grottopsel, bezantopsel. Żagiel pod gaflem to główny żagiel danego masztu, czyli po prostu: fok, grot, bezan.
W odmianie ożaglowania gaflowego - ożaglowaniu guari gafel jest podciągnięty niemal pionowo do góry, a jego długość jest prawie taka sama jak masztu (który jest jednak trochę niższy). Istnieje również gafel żebrowy, tzw. szprajsgafel (in. wishbone), czyli gafel podwójny, stosowany przy ożaglowaniu żebrowym. Składa się z dwóch symetrycznych, wygiętych w pałąk drzewc, biegnących po obu stronach żagla i stykających się z sobą (za żaglem) nokami. Pozwala on na dodatkowe stawianie sztaksli nad gaflem. Przykładem żaglowca noszącego ten typ ożaglowania jest szkuner sztakslowy Zawisza Czarny. 
Obecność gafla może wiązać się z utrudnieniami podczas manewrowania i wymaga większych kwalifikacji od załogi. Na mniejszych jednostkach nie jest on prowadzony przy pomocy żadnego olinowania, przez co nie ma możliwości zmiany jego kąta wychylenia względem diametralnej. Może wiązać się to z uszkodzeniem takielunku podczas np. zwrotu przez rufę. Aby tego uniknąć na większych jednostkach stosuje się gaje, którymi reguluje się jego wychylenie w zależności od kursu względem wiatru.